# Erigeron schleicheri
 Erigeron schleicheri  Gremli, 1886 è una specie di pianta angiosperma dicotiledone della famiglia delle Asteraceae (sottofamiglia Asteroideae, tribù Astereae (North American lineage) e sottotribù Conyzinae).

## Etimologia
Il nome generico (Erigeron) deriva da due parole greche: "eri" (= precoce, sollecito, presto) e "geron" (= vecchio), richiamandosi forse al pappo di alcune specie che invecchiando diventa grigio oppure al breve periodo della sua fioritura. L'epiteto specifico (schleicheri) è stato dato in onore del botanico svizzero Johann Christoph Schleicher (1768-1834).
Il nome scientifico della specie è stato definito dal botanico Auguste Gremli (1833-1899) nella pubblicazione " Fl. anal. Suisse 280" del 1886.

## Descrizione
Portamento. Sono piante erbacee non molto alte con ciclo biologico perenne. La forma biologica prevalente è definita come emicriptofita scaposa (H scap): ossia sono piante perennanti per mezzo di gemme al livello del terreno e con asse fiorale di tipo cespitoso.  L'indumento consiste in pochi peli misti (lunghi) a peli ghiandolari (brevi).
Fusto. La parte aerea è ascendente, gracile e striata; sono presenti dei peli patenti di 0,5 mm. Le radici sono secondarie da rizoma. L'altezza delle piante varia da 3 a 25 cm.
Foglie. Le foglie si dividono in basali (spesso persistenti) e caulinari in disposizione alterna. Le foglie sono ricoperti da fitti peli, sui margini e sulle facce, lunghi 0,5 - 1 mm. La forma delle foglie basali è lineare-spatolata. Quelle cauline sono ridotte e più piccole. Dimensione delle foglie basali: larghezza 0,6 - 1 cm; lunghezza 5 - 8 cm.
Infiorescenza. Le sinflorescenze sono formate da più capolini (da 1 a 5) in formazioni corimbose. Le infiorescenze vere e proprie sono composte da un capolino terminale peduncolato, ricoperto di peli ghiandolari, di tipo radiato. I capolini sono formati da un involucro, con forme da emisferiche a campanulate, composto da diverse brattee, al cui interno un ricettacolo fa da base ai fiori di due tipi: fiori del raggio e fiori del disco. Le brattee, a consistenza da fogliacea, con margini scariosi, con superficie pelosa (sono fittamente pelose), sono disposte in modo più o meno embricato e scalato su più serie. Il ricettacolo è nudo ossia senza pagliette a protezione della base dei fiori; la forma è piatta o conica. 
Fiori.  I fiori sono tetra-ciclici (formati cioè da 4 verticilli: calice – corolla – androceo – gineceo) e pentameri (calice e corolla formati da 5 elementi). Si distinguono in:
- fiori del raggio (esterni): sono femminili e sono disposti su alcune serie; la forma è ligulata (zigomorfa);
- fiori del disco (centrali): quelli più interni sono scarsi con forme brevemente tubulose (attinomorfe) e sono ermafroditi; quelli più esterni (più abbondanti) sono filiformi.

- Formula fiorale:

*/x K {\displaystyle \infty }, [C (5), A (5)], G 2 (infero), achenio
- Calice: i sepali del calice sono ridotti ad una coroncina di squame.

- Corolla: 
  - fiori del raggio: la forma della corolla alla base è più o meno tubulosa-imbutiforme, mentre all'apice è ligulata o filiforme e può terminare con alcuni denti; i colori delle corolle sono rosei;
  - fiori del disco: la forma è tubulare bruscamente divaricata in 5 lobi; i lobi, patenti o eretti, hanno una forma deltata o più o meno lanceolata; il colore è giallo o giallastro.

- Androceo: l'androceo è formato da 5 stami sorretti da filamenti generalmente liberi; gli stami sono connati e formano un manicotto circondante lo stilo; le teche (produttrici del polline) alla base sono troncate e sono lievemente auricolate (molto raramente sono speronate o hanno una coda); le appendici apicali delle antere hanno delle forme piatte e lanceolate; il tessuto endoteciale (rivestimento interno dell'antera) è quasi sempre polarizzato (con due superfici distinte: una verso l'esterno e una verso l'interno). Il polline è sferico con un diametro medio di circa 25 micron;  è tricolporato (con tre aperture sia di tipo a fessura che tipo isodiametrica o poro) ed è echinato (con punte sporgenti).[10][13]

- Gineceo: l'ovario è infero uniloculare formato da 2 carpelli.[6] Lo stilo (il recettore del polline) è profondamente bifido (con due stigmi divergenti) e con le linee stigmatiche marginali separate.[14] I due bracci dello stilo hanno una forma più o meno lanceolata, acuta o ottusa e possono essere papillosi o ricoperti da ciuffi di peli.

- Antesi: da giugno ad agosto.

Frutti.  I frutti sono degli acheni con pappo; in alcune specie è presente un certo dimorfismo (gli acheni dei fiori del raggio differiscono dagli acheni dei fiori del disco);
- achenio: l'achenio ha una forma oblunghe–ovoide, sono appiattiti (compressi) e sono percorsi da alcuni nervi o costole longitudinali; la superficie può essere da glabra a strigosa;
- pappo: il pappo è piumato di colore bianco o rossiccio; le setole sono disposte su un unico rango. I pappi sono persistenti o precocemente caduchi; esternamente può essere presente una piccola corona di scaglie.

## Biologia
Impollinazione: tramite insetti (impollinazione entomogama tramite farfalle diurne e notturne).

Riproduzione: la fecondazione avviene fondamentalmente tramite l'impollinazione dei fiori.

Dispersione: i semi cadono a terra e vengono dispersi soprattutto da insetti come formiche (disseminazione mirmecoria). Un altro tipo di dispersione è zoocoria: gli uncini delle brattee dell'involucro (se presenti) si agganciano ai peli degli animali di passaggio che portano così i semi anche su lunghe distanze. Inoltre per merito del pappo il vento può trasportare i semi anche per alcuni chilometri (disseminazione anemocora).

## Distribuzione e habitat

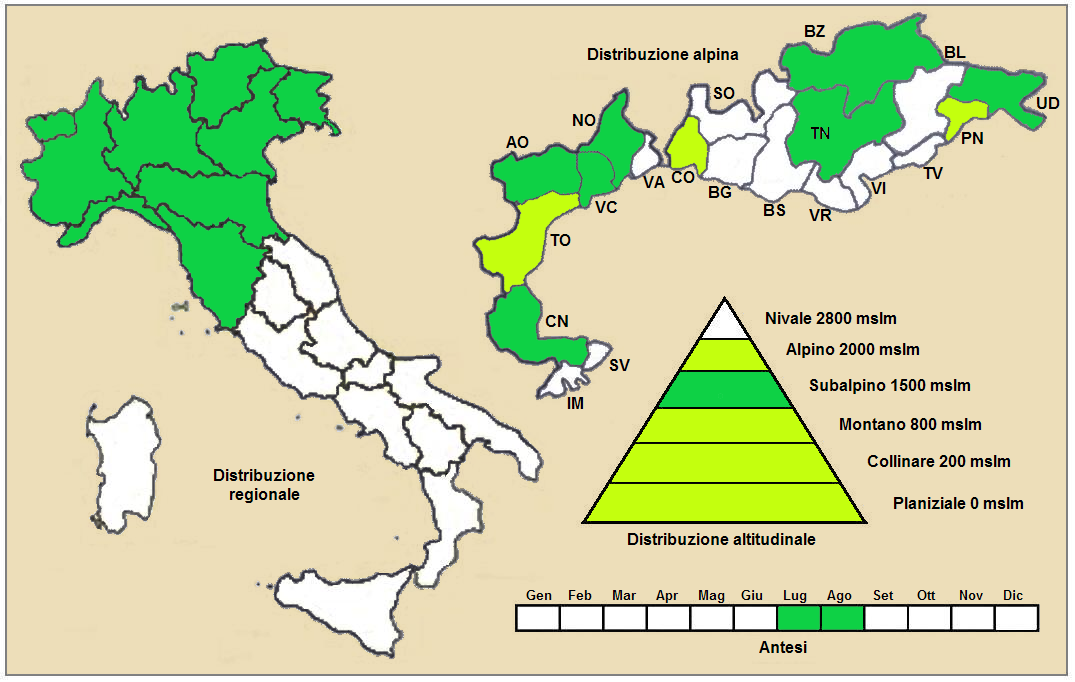
Distribuzione della pianta (Distribuzione regionale – Distribuzione alpina)

Geoelemento: il tipo corologico (area di origine) è  Alpico (Subendemico).
Distribuzione: in Italia questa specie si trova nelle Alpi. Fuori dall'Italia, sempre nelle Alpi, questa specie si trova in Francia, Svizzera e Austria. Sugli altri rilievi collegati alle Alpi è presente nella Foresta Nera.
Habitat: l'habitat preferito per queste piante sono le rupi, le forre umide e presso le cascate. Il substrato preferito è calcareo con pH neutro, bassi valori nutrizionali del terreno che deve essere umido. 
Distribuzione altitudinale: sui rilievi alpini, in Italia, queste piante si possono trovare da 800 fino a 2.200 m s.l.m.; nelle Alpi frequentano quindi i seguenti piani vegetazionali: subalpino e in parte quello alpino, montano e collinare  (oltre a quello planiziale). 

## Fitosociologia

### Areale alpino
Dal punto di vista fitosociologico alpino la specie di questa voce appartiene alla seguente comunità vegetale:
Formazione: comunità delle fessure, delle rupi e dei ghiaioni.
Classe: Asplenietea trichomanis
Ordine: Androsacetalia vandellii
Alleanza: Androsacion vandellii

### Areale italiano
Per l'areale completo italiano la specie di questa voce appartiene alla seguente comunità vegetale:
Macrotipologia:  vegetazione casmofitica, glareicola ed epifitica.
Classe: Asplenietea trichomanis (Br.-Bl. in Meier & Br.-Bl., 1934) Oberdorfer, 1977
Subordine: Androsacenalia vandellii Loisel, 1970
Alleanza: Androsacion vandellii Rivas-Martinez et al., 2002
Descrizione. L'alleanza Androsacion vandellii è relativa alle comunità casmofitiche che si sviluppano sulle rocce silicee di alta montagna. Si caratterizza per le basse coperture e dalla presenza di moltissime specie rare ed endemiche caratteristiche delle Alpi Occidentali. La cenosi è distribuita sulle Alpi, sui Pirenei e nella Sierra Nevada.
Specie presenti nell'associazione: Saxifraga cotyledon, Saxifraga florulenta, Saxifraga retusa, Saxifraga pedemontana, Campanula elatines, Androsace vandellii, Primula pedemontana, Primula hirsuta, Artemisia glacialis, Jovibarba allionii, Eritrichium nanum, Silene cordifolia, Achillea erba-rotta, Potentilla valderia, Woodsia ilvensis, Erigeron schleicheri.

## Sistematica
La famiglia di appartenenza di questa voce (Asteraceae o Compositae, nomen conservandum) probabilmente originaria del Sud America, è la più numerosa del mondo vegetale, comprende oltre 23.000 specie distribuite su 1.535 generi, oppure 22.750 specie e 1.530 generi secondo altre fonti (una delle checklist più aggiornata elenca fino a 1.679 generi). La famiglia attualmente (2021) è divisa in 16 sottofamiglie; la sottofamiglia Asteroideae è una di queste e rappresenta l'evoluzione più recente di tutta la famiglia.
Il genere Erigeron comprendente diverse centinaia di specie una buona parte di origine americana, mentre le altre sono di origine europea (e asiatica) di cui una decina sono proprie della flora italiana.
Attualmente le specie italiane di Erigeron sono divise in tre gruppi:
- (1) Piante annue.
- (2) Piante perenni con fiori dimorfi (esterni raggianti femminili ligulati; interni tubulosi ermafroditi).
- (3) Piante perenni con fiori trimorfi (esterni raggianti femminili ligulati; interni periferici femminili filiformi; interni centrali ermafroditi tubulosi).

Erigeron schleicheri appartiene al terzo gruppo.

### Filogenesi
Il genere Erigeron è descritto nella sottotribù Conyzinae, una delle quasi 40 sottotribù della tribù Astereae. In base alle ultime ricerche nella tribù sono stati individuati (provvisoriamente) 5 principali lignaggi. Il genere  Erigeron (insieme alla sottotribù Conyzinae) è incluso nel North American lineage.
Alcune analisi di tipo filogenetico hanno diviso la sottotribù Conyzinae in 6 cladi;  Erigeron attualmente è incluso in tutti i cladi  (non risulta quindi monofiletico). Erigeron è suddiviso in una quarantina di sezioni; Erigeron schleicheri è inclusa nella sezione Trimorpha (Cass.) DC. caratterizzata da specie perenni, bienni o annuali con radici fibrose; le foglie sono per lo più intere non abbraccianti; le corolle dei fiori del raggio sono dimorfiche, quelle esterne sono filiformi colorate da bianco a rosa o viola, quelle interne sono prive di lamina; gli acheni hanno 2 nervi; il pappo ha 12 - 35 setole. Questo gruppo contiene circa 28 specie tra cui E. acris, E. alpinus, E. atticus, E. epiroticus, E. glabratus e E. neglectus.
I caratteri distintivi della specie  Erigeron schleicheri sono:
- l'altezza della pianta varia da 3 a 25 cm;
- il fusto è ascendente, gracile e striato;
- i peduncoli sono ricoperti di peli ghiandolari.

Il numero cromosomico delle specie di questa voce è: 2n = 18.

### Sinonimi
Sono elencati alcuni sinonimi per questa entità:
- Trimorpha schleicheri (Gremli) Vierh.
- Erigeron atticus subsp. gaudinii  (Brügger) Briq. & Cavill.
- Erigeron gaudinii  Brügger
- Erigeron glandulosus  Hegetschw.
- Erigeron glandulosus var. mixtus  (Arv.-Touv.) St.-Lag.
- Erigeron mixtus  Arv.-Touv.
- Erigeron villarsii proles mixtus  (Arv.-Touv.) Rouy
- Erigeron villarsii subsp. schleicheri  Nyman
- Trimorpha alba  Vierh.